# 葉拉布加區

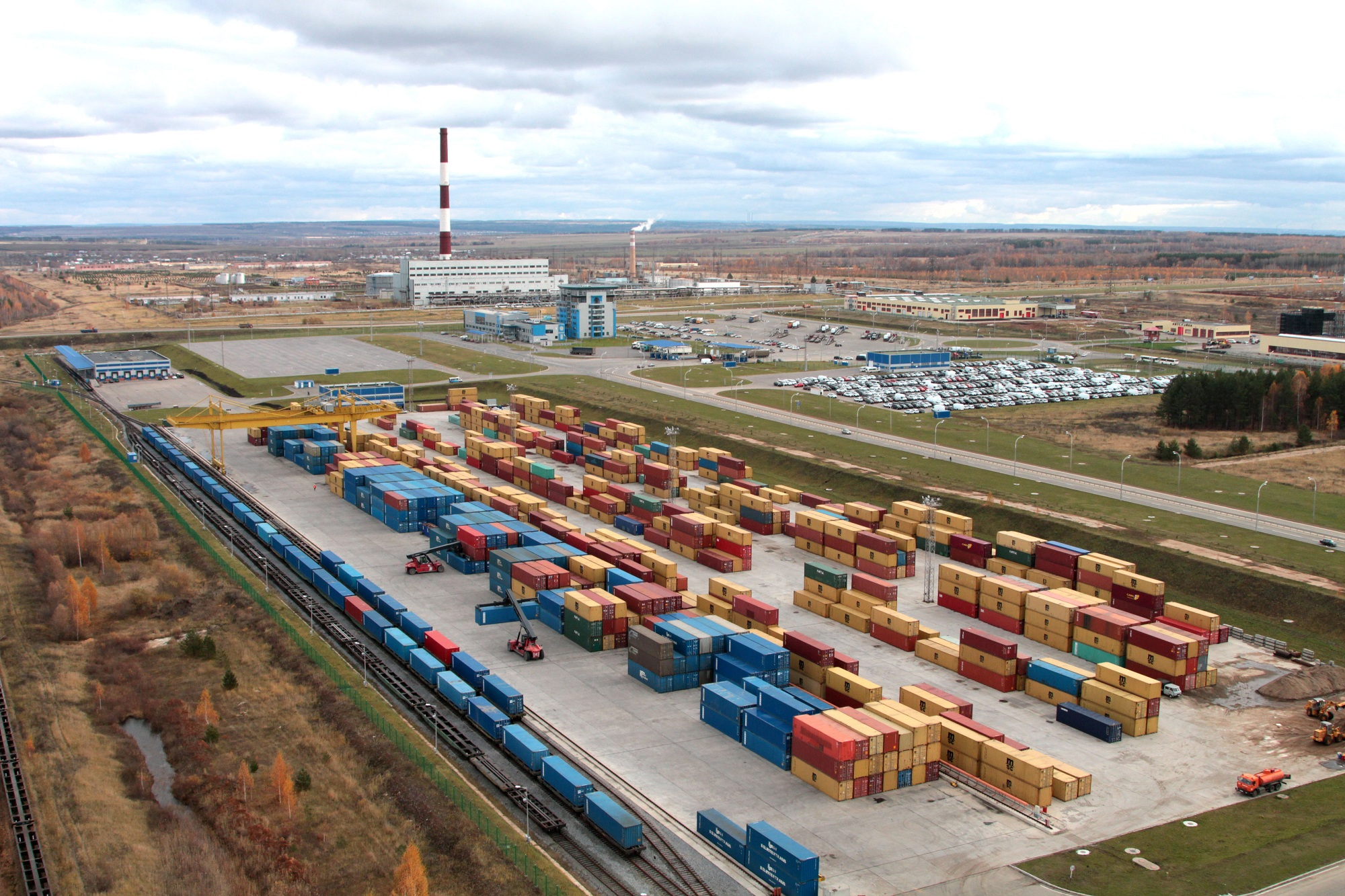

55°47′N 51°53′E / 55.783°N 51.883°E
葉拉布加區（俄语：Елабужский район），是俄羅斯的一個區，位於該國西部，由韃靼斯坦共和國負責管轄，面積1,362.1平方公里，2010年人口10,904，人口密度每平方公里8.01人。